# Justin Jaworski
Justin Jaworski (Schwenksville, Pensilvania, 21 de junio de 1999) es un jugador de baloncesto estadounidense que juega de escolta en las filas del EWE Baskets Oldenburg de la Basketball Bundesliga, la segunda división alemana.

## Trayectoria deportiva

### Universidad
Es un escolta formado en el Lafayette College de Easton, Pensilvania con el que disputaría cuatro temporadas en la NCAA con los Lafayette Leopards desde 2017 a 2021. Sus números a lo largo de sus cuatro años en los Leopards fueron de 10,8 puntos, 2,2 rebotes y 1,7 asistencias de media en su primer año, 14 puntos el segundo, 17 puntos el tercero y en el último año se iría hasta los 21,5 puntos, 3,7 rebotes y 2,3 asistencias y fue incluido en el mejor equipo de la All-Patriot League. 

### Profesional
Tras no ser drafteado en 2021, Jaworski se unió a los Atlanta Hawks para la Liga de Verano de la NBA de 2021. 
El 16 de octubre de 2021, firmó por el Oklahoma City Thunder, pero al día siguiente se asignó a su filial de la NBA G League, los Oklahoma City Blue. Sus números en la NBA G League fueron de 27 partidos con unos promedios de 9,8 puntos, tres rebotes y 1,6 asistencias por encuentro.
El 27 de junio de 2022, llega a España para jugar en el San Sebastián Gipuzkoa Basket Club de la Liga LEB Oro.
El 12 de julio de 2023, firma por el Napoli Basket de la Serie A italiana.
El 29 de febrero de 2024, firma por el MLP Academics Heidelberg de la ProA, la segunda división alemana.
El 18 de junio de 2024 fichó por el EWE Baskets Oldenburg de la Basketball Bundesliga.